# Adorjánfürdő (Csíkbánkfalva)
Csíkbánkfalva keleti részén, a Szentegyházas-pataka völgyében feltörő források körül alakult ki a Fiság völgye ismert fürdője, az Adorjánfürdő.

## Története
Festői tájon, fenyvesekkel borított hegyek közt a Szentegyházas-patak völgyében feltörő források körül alakult ki az Adorjánfürdő. A fürdő valószínűleg már a 19. században létezett, erre utal az 1869-1873 között készített katonai térkép, melyen az Egyházas-patak neve mellett fel van tüntetve a Mineralbad (ásványvízfürdő) felirat. 1947-ben Adorján Albert helyi lakos a területet kibérelte és újra fürdőt létesített a helyen. Az államosítás után a csíkbánfalvi termelőszövetkezet fejlesztette tovább a fürdőt, tízszobás villát, három kádas melegfürdőt és mofettát építettek a gyógyulni vágyók számára. 
Az 1980-as években a fürdő tönkrement, az épületek leromlottak, a források környéke eliszaposodott. Javulás az Adorjánfürdő életében az 1990-es évek második felében következett be, amikor egy természetgyógyász kibérelte a helyi önkormányzattól a területet. Az új tulajdonos fokozatosan rendbe hozta, modernizálta a fürdőt. Az épületeket felújíttatta,  kibővítette. Az eliszaposodott forrásokat kitakaríttatta, a mofettát, fürdőmedencét felújíttatta. Napjainkban modern kezelőközpont várja Adorjánfürdőn a gyógyulni vágyókat. 
Az Adorjánfürdőtől déli irányba, a Vermed-patak völgyében feltörő Bákai-forrásnál létezett még egy meleg fürdő és mofetta. A Bákai-fürdőt Bákay Gábor építette és működtette a két világháború között. Napjainkban csak a forrás létezik.

## Jellegzetessége
Az Adorjánfürdőn feltörő források vize kalcium-magnézium-hidrogénkarbonátos típusú ásványvíz.

## Gyógyhatása
Az Adorjánfürdő ásványvizeit ivókúrában és melegvizes fürdőkúrában alkalmazzák a gyógyulni vágyók.